# Hallaböke naturreservat
Hallaböke är ett naturreservat i Älmhults kommun i Kronobergs län.
Området är skyddat sedan 2019 och är 13,6 hektar stort. Det är beläget väster om Helge å norr om Visseltofta och består av ädellövskog och lövblandad barrskog.